# Kościuszków (województwo wielkopolskie)
Kościuszków – wieś w Polsce położona w województwie wielkopolskim, w powiecie ostrowskim, w gminie Nowe Skalmierzyce, w Kaliskiem, ok. 4 km od Nowych Skalmierzyc, ok. 11 km od Kalisza.
Osadą wsi są Czachory.

## Przynależność administracyjna
W latach 1975–1998 miejscowość należała administracyjnie do województwa kaliskiego. Od 1999 do powiatu ostrowskiego w województwie wielkopolskim.

## Historia
Nazwa wsi zaliczana jest do nazw pamiątkowych.
W XIX wieku w Kościuszkowie stawiano stodoły, budowane według konstrukcji sochowej (ostatnią tego typu w 1864 roku).